# Archikatedra św. Jerzego w Southwark
Archikatedra św. Jerzego w Southwark (ang. St George's Cathedral, Southwark) – katedra rzymskokatolicka archidiecezji Southwark w Londynie, znajdująca się przy Saint George's Road w dzielnicy Southwark.

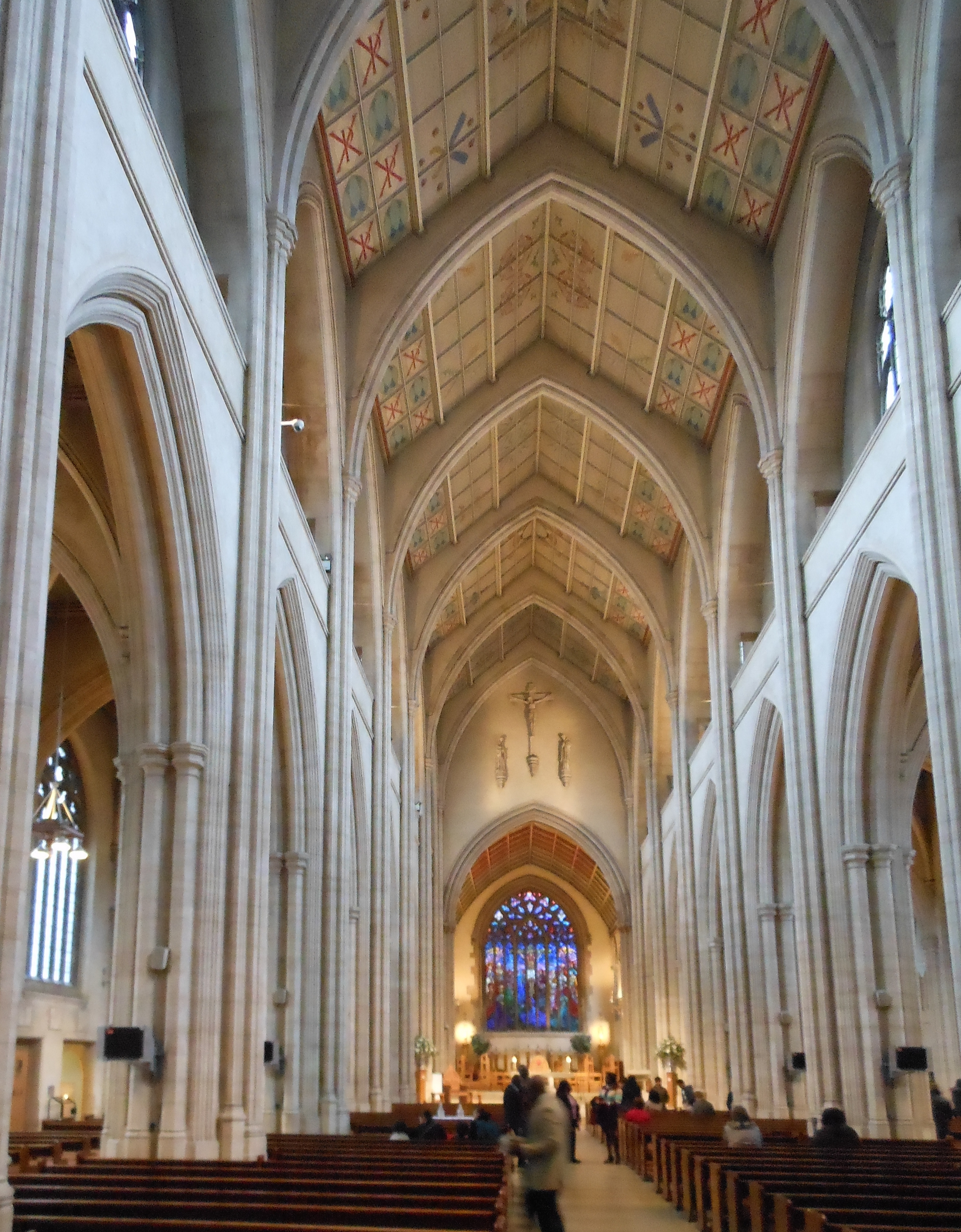
Wnętrzne katedry

Budowa świątyni zakończyła w 1848, konsekrowana w 1848. Projektantem świątyni był Augustus Welby Northmore Pugin. W czasie II wojny światowej uległa silnemu uszkodzeniu przez bombardowanie. Odbudowana do 1958. Reprezentuje styl neogotycki.